# Balneario de Mazarrón
El Balneario de Mazarrón es una surgencia termal natural sin explotar que brota en la pedanía de El Saladillo, a unos 1,5 km de la Ermita. Dicha pedanía se encuentra ubicada en la carretera de Murcia a Mazarrón.
La surgencia se encontró en febrero de 1985 al realizarse una perforación para una investigación geotérmica en la comarca de Mazarrón-Águilas llevada a cabo por el Instituto GeoLógico y Minero de España y la Comunidad Autónoma de la Región de Murcia
El agua que allí brota es termal (48,4°C), de elevada salinidad y fuerte mineralización. 
En octubre de 2002 las aguas del Balneario de Mazarrón fueron declaradas minero-medicinales y termales por la Dirección General de Industria, Energía y Minas a petición de los propietarios de la finca.
Este sondeo, forma parte de los 39 pequeños sistemas acuíferos dentro de la Unidad Hidrogeológica 07.32 “Mazarrón” que se recargan de la infiltración de la lluvia y de intercambios entre distintos bloques tectónicos.
Debido a la sobreexplotación, el caudal de la surgencia ha disminuido considerablemente (de 12 a 2 LIS – Arana y Rodríguez Estrella, 2000)

## Uso público
En la actualidad, la finca que accede al Balneario de Mazarrón está abierta y es de fácil acceso

## Vídeos
Vídeo del Balneario de Mazarrón  en el que se puede apreciar el entorno, el sondeo, el agua brotando y el uso actual del Balnario de Mazarrón, realizado por la escritora Raquel Cánovas Molina para la creación de la obra literaria "La Náyade del Balneario de Mazarrón", 2017,